# 더 탱크 KV-1 vs 팬저
더 탱크 KV-1 vs 팬저는 콘스틴틴 막시모프 감독이 2018년에 제작한 러시아의 전쟁 드라마 영화로, 대한민국에선 2019년에 개봉되었다. 또한 더 탱크 KV-1 vs 팬저는 1 vs 16을 이긴 실화를 바탕으로 제작한 영화이다.

## 출연
- 안드레이 체르니쇼프 : 세묜 바실리예비치 코노발로프 (Семён Васильеви Коновалов) 역
- 블라디미르 에비판트세프 : 시도프 (Сиитов) 역
- 올렉 포민 : 리코프 (Рыков) 역
- 올가 포고디나 : 파블라 추막 (Павла Чумак) 역
- 세르게이 고보르첸코 : 크로토프 (Кротов) 역
- 니콜라이 도브르닌 : 바시치 (базовый) 역
- 바실라 세디흐 : 신케비치 (Синкевич) 역
- 블라디미르 코체트코프 : 구브킨 (Губкин) 역
- 디미트리 졸로투힌 : 소볼 (соболь) 역
- 로만 마드야노프

## 같이 보기
- 러시아의 영화 목록
- KV-1
- 5호 전차 판터